# Aino Pervik
Aino Pervik (Rakvere, 22 aprile 1932 – 12 agosto 2025) è stata una scrittrice, traduttrice e critica letteraria estone.

## Biografia
Nata in una famiglia di medici, si laureò in filologia ugro-finnica all'Università di Tartu nel 1955. Lavorò per le edizioni di Stato estoni (1955–1960) e per la televisione di Stato estone dal 1960 al 1967, per poi dedicarsi a tempo pieno alla scrittura. Nel 1974 divenne membro dell'Unione degli scrittori estoni.
Apprezzata autrice per l'infanzia (con oltre 60 pubblicazioni all'attivo), si cimentò anche in romanzi e versi; notevole anche il suo lavoro di traduzione dalla lingua ungherese (fra gli autori da lei tradotti, Magda Szabó) e di critica letteraria.
Aino Pervik è morta nel 2025, all'età di 93 anni.

## Vita privata
Sposata all'autore Eno Raud dal 1961 alla morte di lui nel 1996, ebbe tre figli: l'autore e accademico Rein Raud, il giornalista e musicista Mihkel Raud e l'illustratrice e scrittrice per l'infanzia Piret Raud.

## Opere tradotte in lingua italiana
- La gatta vagabonda (con Catherine Zarip), Editrice Sinnos, Roma, 2014 - ISBN 9788876092619 (Rändav kassiemme, 2012; trad. Daniele Monticelli)

## Premi e riconoscimenti
- 1976: Premio Juhan Smuul
- 1983: Premio Friedebert Tuglas
- 1993, 2012: Premio dell'Unione degli scrittori estoni
- 2001: Ordine della Stella bianca
- 2018: Premio alla Cultura della Repubblica estone